# 馬爾斯山
76°40′S 162°0′E / 76.667°S 162.000°E
馬爾斯山是南極洲的山峰，位於維多利亞地的斯科特海岸，處於大衞遜山以北5公里，屬於康沃伊山脈的一部分，由新西蘭的地質學家命名。